# Francisco de Asís Vidal y Barraquer
Francisco de Asís Vidal y Barraquer, (en catalan : Francesc de Asis Vidal i Barraquer), né le 3 octobre 1868 à Cambrils en Catalogne (Espagne), et mort le 13 septembre 1943 à Fribourg (Suisse), est un cardinal espagnol du XXe siècle.

## Biographie
Francisco de Asís (François d'Assise en français) Vidal y Barraquer obtient une licence en droit à l'université de Barcelone et est ordonné par la suite prêtre à Tarragone (1899). Il exerce diverses fonctions dans la diocèse de Tarragone dont substitut au tribunal ecclésiastique métropolitain de Tarragone. Il est promu successivement archiprêtre en 1910, vicaire capitulaire en 1911 et en 1913, évêque et administrateur apostolique de Solsona. Cinq ans après il est élevé à l'archiépiscopat de Tarragone.
Comme ecclésiastique, il défend ardemment la prédication en langue catalane, et sa préoccupation pour la culture l'amène à fonder la Bibliothèque, le Musée et le Fichier de l'archidiocèse de Tarragone, grâce auxquels il entre à l'Académie royale d'Histoire. 
Durant la dictature de Miguel Primo de Rivera, il est l'objet de critiques de la part des ultraconservateurs pour sa défense de la langue catalane et de son usage dans les offices religieux.
Le pape Benoît XV le créé cardinal au consistoire du 7 mars 1921. Mgr Vidal, au contraire de la plupart des membres du clergé espagnol, ne prend pas parti pour les nationalistes pendant la guerre civile espagnole. Ventura Gassol intervient personnellement pour lui éviter la mort après son arrestation par les membres de la Fédération anarchiste ibérique. 
Il participe au conclave de 1922, à l'issue duquel Pie XI est élu et à celui de 1939, à l'issue duquel Pie XII est élu pape. L cardinal adhère au nationalisme catalan, et il est donc exilé par le général Franco et reste en Italie après le conclave. 
Quelques mois plus tard, au déclenchement de la Seconde Guerre mondiale, il se réfugie à Fribourg, en Suisse, où il meurt en 1943.